# Tatort: Trittbrettfahrer
Trittbrettfahrer ist ein Fernsehfilm aus der Tatort-Krimireihe. Der Film ist der 12. Fall des Kölner Ermittler-Teams Max Ballauf und Freddy Schenk. Der Beitrag wurde vom Westdeutschen Rundfunk und Colonia Media produziert und am 16. Juli 2000 im Ersten Programm der ARD zum ersten Mal gesendet. Das Drehbuch schrieb Markus Fischer, der auch Regie führte.

## Handlung
Ein Erpresser fordert 200.000 DM vom Bierproduzenten Belcher, ansonsten würde er ihm Gift in seine Braukessel schütten. Belcher will zahlen, aber sein Sohn Paul ist dagegen und schaltet die Polizei ein. Hans-Georg Belcher besteht darauf zu zahlen und das Geld selbst zu überbringen. Die Polizei sichert zwar den Ort der Übergabe ab, aber trotzdem schafft es der Erpresser (Robert Serner) zu entkommen, nachdem er Belcher niedergeschossen hat und dieser stirbt. Selbst angeschossen flüchtet er zu seiner Schwester Mona Serner, die mit dem Wagen auf ihn wartet. Sie merken nicht, dass der Privatdetektiv Pigulla sie schon länger überwacht. Er ist von Paul Belchers Frau beauftragt worden, ihren Mann und seine Geliebte Mona Serner zu überführen. Dass er dabei einer Erpressung auf die Spur kommt, ist ihm nur recht.
Nach dem Tod des Seniorchefs übernimmt Paul Belcher die laufenden Geschäfte. Nach dem Willen seines Vaters hat aber auch Pauls Frau ein gewichtiges Mitspracherecht im Unternehmen, was ihm sehr missfällt. Bei einer routinemäßigen Verkostung stellt der Braumeister Abweichungen fest und bricht kurze Zeit später mit akuten Vergiftungserscheinungen zusammen. Zeitgleich geht eine Erpressermail mit einer Forderung nach 2 Millionen DM ein. Ballauf vermutet einen Trittbrettfahrer, da im Gegensatz zu den ersten Drohungen diese nicht handschriftlich war. Mona wird unterdessen von Pigulla kontaktiert; er will Geld, aber ihr und ihrem Bruder Robert auch helfen. Ballauf und Schenk haben schnell erkannt, dass das Model Mona, die gerade für Dreharbeiten zu einem Bierwerbespot in der Brauerei ist, mit Paul Belcher ein Verhältnis hat. So wird sie überwacht und führt die Ermittler ungewollt zu ihrem Hotel, wo sich Robert versteckt hält. Der Detektiv bemerkt dies allerdings, hilft den beiden, unbemerkt aus dem Hotel zu kommen, und bringt Robert in ein anderes Versteck.
Mona beginnt die Flucht nach vorn und macht auf dem Präsidium eine Aussage. Danach ist ihr Bruder vor drei Wochen bei ihr aufgetaucht, und sie hat ihn im Hotel untergebracht. Wo er jetzt ist, wisse sie aber nicht. Die Ermittler überwachen Mona weiter, wobei ihnen auch Lissy hilft. 
Paul Belcher beobachtet seine Frau, als sie sich mit dem Detektiv trifft. Er stellt Pigulla zur Rede, und der eröffnet ihm, dass seine Frau ihn angeheuert hat, um Material für eine Scheidung zu sammeln. Belcher dreht den Spieß jetzt um und engagiert ihn für entsprechend mehr Gage. Pigulla ist so kaltblütig, dass er inzwischen Robert Serner vergiftet, um ihn schon mal loszuwerden. Danach geht er zu Lisa Belcher, um auch sie umzubringen, wird aber von der Tochter überrascht und außer Gefecht gesetzt. Die Polizei untersucht Pigullas Auto und findet neben jeder Menge Bargeld sein Auftragsbuch, in welchem auch Paul Belcher als Kunde verzeichnet ist. Um diesen nun zu überführen, unterrichten sie ihn zunächst nicht von dem missglückten Mordanschlag. Er ist auf Geschäftsreise und kommt mit dem Zug zurück. Als seine Frau ihn dann von Bahnhof abholt, ist er sehr irritiert, und als sie mit einer Pistole auf ihn zielt und sogar schießen will, greifen Ballauf und Schenk ein. Sie können auch gerade noch verhindern, dass Belcher sich vor einen herannahenden Zug werfen kann.
Nach Roberts Tod gesteht Mona, mit ihrem Bruder die Erpressung geplant und durchgeführt zu haben. Sie wollte von Belcher wegkommen, da er sie immer mehr in Beschlag genommen hat. Mit dem erpressten Geld wollte sie von ihm unabhängig sein. Dass Pigulla dann auf eigene Faust Geld von der Brauerei forderte, hat sie nicht gewusst.
Als kleine Begleitgeschichte ist Ballauf auf der Suche nach einer Wohnung und fällt auf einen Betrüger herein.

## Hintergrund
Die Episode wurde in der Zeit vom 28. September 1999 bis 29. Oktober 1999 in Köln, Monheim und Brühl unter den Arbeitstiteln Dunkelziffer und Tödliches Erbe gedreht.

## Rezeption

### Einschaltquoten
Bei der Erstausstrahlung am 16. Juli 2000 verfolgten 6,98 Millionen Zuschauer die Tatort-Folge Trittbrettfahrer, was einem Marktanteil von 23,03 Prozent entsprach.

### Trivia
Freddys Auto: Ein Van der Chevrolet G-Serie mit dem Kennzeichen K-OC 5